# Apricaphanius baeticus
Apricaphanius baeticus is een straalvinnige vissensoort uit de familie van Aphaniidae. De wetenschappelijke naam van de soort werd voor het eerst geldig gepubliceerd in 2002 door Doadrio, Carmona & Fernández-Delgado als Aphanius baeticus